# Antonio Silván
Antonio Silván Rodríguez, né le 9 juin 1962 à León, est un homme politique espagnol membre du Parti populaire (PP).

## Biographie

### Vie privée
Antonio Silván naît le 9 juin 1962 à León. Son père, Antonio Silván, est médecin et sa mère, María Teresa Rodríguez, est enseignante. Il passe son enfance à Chozas de Abajo.
Il est marié avec l'avocate Gabriela Suárez et père d'un fils nommé Antonio.

### Formation et vie professionnelle
Étudiant de l'université de León, il est titulaire d'une licence en droit. Avocat de formation, il commence sa carrière dans les Asturies mais retourne à León où il s'inscrit au collège des avocats de la ville. Après avoir travaillé comme assesseur juridique de l'association léonaise du commerce, il est professeur à l'École de pratique juridique de León entre 1995 et 1999.

### Membre de l'exécutif régional
De 1999 à 2003, il est secrétaire général auprès du conseiller des Finances de la Junte de Castille-et-León. De 2003 à 2004, il est porte-parole du gouvernement régional. En juin 2003, il est nommé conseiller à l'Équipement par le président régional Juan Vicente Herrera. En juin 2011, il ajoute l'Environnement à ses compétences exécutives. Il quitte son poste en juillet 2015.

### Maire de León
Il postule à la mairie de León lors des élections du 24 mai 2015. Sa liste termine première avec 31,76 % des voix et dix conseillers mais perd la majorité absolue. Il est néanmoins élu maire le 13 juin 2016 par 14 voix pour et 13 voix contre grâce à un accord d'investiture avec Ciudadanos.
Il présente sa candidature à la présidence du Parti populaire de Castille-et-León en mars 2017 mais il est défait par Alfonso Fernández Mañueco. Il refuse le poste de secrétaire général que lui propose son concurrent.